# Hauteville, Savoie
Hauteville är en kommun i departementet Savoie i regionen Auvergne-Rhône-Alpes i sydöstra Frankrike. Kommunen ligger i kantonen Chamoux-sur-Gelon som tillhör arrondissementet Chambéry. År 2022 hade Hauteville 350 invånare.

## Befolkningsutveckling
Antalet invånare i kommunen Hauteville
| Referens: INSEE |